# Tessa Pullan

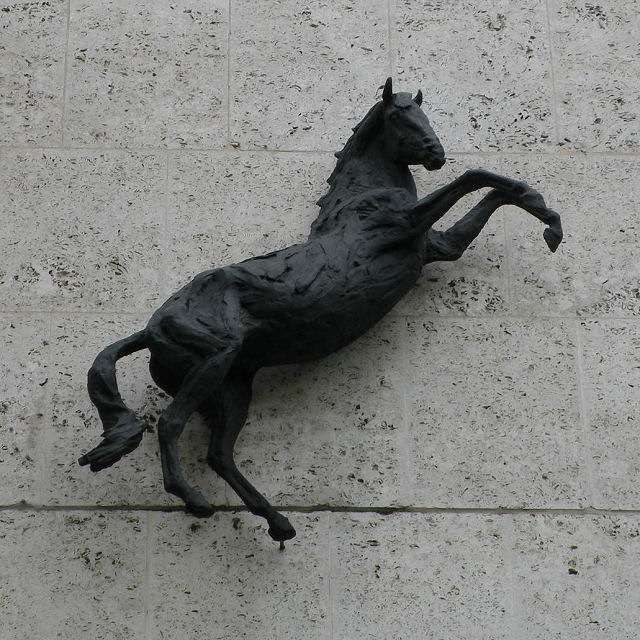
Untitled, Cambridge

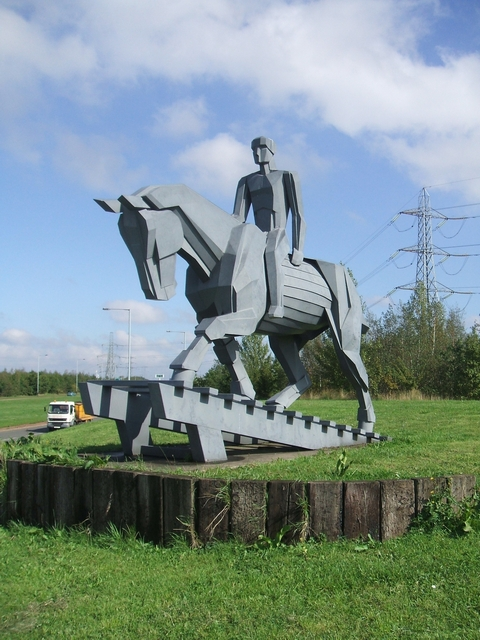
Horse and Rider, Bilston

Tessa Pullan (1953) is een Engelse beeldhouwster.

## Leven en werk
Pullan was eerste drie jaar, van 1971 tot 1974, in Frankrijk in de leer bij de beeldhouwer John Skeaping (de eerste echtgenoot van Barbara Hepworth) en studeerde vervolgens van 1974 tot 1977 aan de City and Guilds of London Art School. Zij studeerde van 1977 tot 1980 af aan de Royal Academy of Arts in Londen. Haar eerste expositie vond plaats in 1976 in de Londense Guildhall. In 1980 startte zij haar eerste eigen atelier en door de dood van Skeaping in hetzelfde jaar werd zij gezien als zijn opvolger en kreeg zij opdrachten uit diens portefeuille, zoals van de filantroop en paardenfokker Paul Mellon de opdracht voor de Civil War Horse, een monument voor de National Sporting Library and Museum in Middleburg (Virginia). Van dit beeld zijn uiteindelijk drie kopieën in brons gegoten.
Tessa Pullan maakt sculpturen van paarden en andere dierfiguren van de materialen hout en brons. Ook vervaardigt zij portretten. De kunstenares heeft sinds 1990 een atelier in Barrowden, Rutland. 

## Enkele werken
- Untitled (1977), Cambridge Sculpture Trails in Cambridge
- 1993 Kentucky Derby Winner Sea Hero (1993), Rokeby Farm, Upperville in Fauquier County (Virginia)
- Civil War Horse (1997),  1: National Sporting Library and Museum in Middleburg (Virginia); 2: US Cavalry Museum in Fort Riley in de staat Kansas en 3: Virginia Historical Society in Richmond (Virginia)
- Horse and Rider, rotonde Black Country Road en Nlack Country New Road in Wolverhampton-Bilston